# King for a Day... Fool for a Lifetime
King for a Day... Fool for a Lifetime – piąty album amerykańskiego zespołu Faith No More z 1995 roku. Pierwszy i ostatni album z gitarzystą Treyem Spruance, który zastąpił Jima Martina.

## Lista utworów
1. "Get Out" – 2:17 (muzyka & tekst: Patton)
2. "Ricochet" – 4:28 (muzyka: Gould/Bordin/Patton tekst: Patton)
3. "Evidence" – 4:53 (muzyka: Gould/Bordin/Spruance; tekst: Patton)
4. "The Gentle Art of Making Enemies" – 3:28 (muzyka: Gould/Bordin/Patton; tekst: Patton)
5. "Star A.D." – 3:22 (muzyka: Gould/Bordin/Patton; tekst: Patton/Gould)
6. "Cuckoo for Caca" – 3:41 (muzyka: Gould/Patton/Spruance; tekst: Patton)
7. "Caralho Voador" – 4:01 (muzyka & tekst: Gould/Patton/Bordin)
8. "Ugly in the Morning" – 3:06 (muzyka: Patton/Spruance/Gould; tekst: Patton)
9. "Digging the Grave" – 3:04 (muzyka: Gould/Bordin/Patton; tekst: Patton)
10. "Take This Bottle" – 4:59 (muzyka: Gould; tekst: Patton/Gould)
11. "King for a Day" – 6:35 (muzyka: Gould/Bottum/Bordin/Patton/Spruance; tekst: Patton)
12. "What a Day" – 2:37 (muzyka: Patton/Spruance; tekst: Patton)
13. "The Last to Know" – 4:27 (muzyka: Gould/Patton/Bordin; tekst: Patton)
14. "Just a Man" – 5:35 (muzyka: Gould/Bottum; tekst: Gould/Spruance/Patton)

## Twórcy
- Mike Bordin – perkusja
- Roddy Bottum – keyboard
- Billy Gould – gitara basowa
- Trey Spruance – gitara
- Mike Patton – wokal